# Clovia subfurcata
Clovia subfurcata is een halfvleugelig insect uit de familie Aphrophoridae. De wetenschappelijke naam van deze soort is voor het eerst geldig gepubliceerd in 1870 door Walker.